# Zdeněk Škrland
Zdeněk Škrland (6. února 1914, Praha – 6. března 1996, tamtéž) byl český a československý kanoista, olympionik, který získal zlatou medaili z Olympijských her. V Berlíně 1936 získal zlato v závodě dvojic (C2) na 10 kilometrů společně s Václavem Mottlem.